# Moreira (Monção)
Moreira ist eine Gemeinde (Freguesia) im nordportugiesischen Kreis Monção. In ihr leben 572 Einwohner (Stand 19. April 2021).